# Washington Park (Karolina Północna)
Washington Park – miasto w Stanach Zjednoczonych, w stanie Karolina Północna, w hrabstwie Beaufort.